# Баришев Володимир Степанович
Баришев Володимир Степанович (3 червня 1941, м. Чортків) — український спортсмен (вільна боротьба). Майстер спорту СРСР (1962). Чемпіон України (1965).
Закінчив Кременецький педагогічний інститут (1964).
Після закінчення спортивних виступів працює тренером у Тернопільській ДЮСШ № 1.